# Спалена помаранчева єресь
«Спалена помаранчева єресь» (англ. The Burnt Orange Heresy) — американсько-італійський чорний фільм 2019 року режисера Джузеппе Капотонді. Екранізація однойменного роману Чарльза Віллефорда 1971 року, який часто називають його найкращим чорним романом. Зміст фільму суттєво відрізняється від вихідного роману.

## Сюжет
«Аморальні вчинки призводять до аморальних наслідків».
В Італії 1970 року харизматичний і симпатичний мистецтвознавець Джеймс Фігерас (Клес Банг) попав у неласку і змушений у Мілані, читати лекції про історію мистецтва для набридлих туристів. Єдиний проблиск надії — це нове кохання загадкової, привабливої американки Береніс Голліс (Елізабет Дебікі). Закохані їдуть до розкішного маєтку на озері Комо Джозефа Кессіді (Мік Джаггер), юриста та колекціонера картин. Він найняв Джеймса, щоб той викрав новий шедевр художника-самітника Джерома Дебні (Дональд Сазерленд) з майстерні художника в сусідстві.

## Ролі виконують
- Клес Банг — Джеймс Фігерас
- Елізабет Дебікі — Береніс Голліс
- Мік Джаггер — Джозеф Кессіді
- Дональд Сазерленд — Джером Дебні
- Розалінда Гальстед[en] — Евеліна Макрі
- Алессандро Фабріці[it] — Родольфо

## Навколо фільму
- Фільм є другим повнометражним фільмом Джузеппе Капотонді після фільму «Подвійна година»[it], який вийшов у 2009 році.[5]

- Основні зйомки фільму почалися наприкінці вересня 2018 року на озері Комо в Італії та тривали 25 днів. Вибір озера зумовлений відсутністю сонячного світла (воно розміщене між горами). Це надало фільмові дещо меланхолійного, темного й моторошного вигляду.

## Нагороди
- 2019 Нагорода 76-го Венеційського міжнародного кінофестивалю:
  - премія фонду Міммо Ротелля[it] — Мік Джаггер, Дональд Сазерленд